# Coin Locker Babys
Coin Locker Babys (jap. コインロッカー・ベイビーズ Koin rokkā beibīzu) ist ein Roman von Ryū Murakami aus dem Jahr 1980. Die deutschsprachige Übersetzung erschien 2015 im Septime-Verlag.

## Inhalt
In Japan kommt es relativ häufig dazu, dass sich Mütter ihrer unerwünschten Babys entledigen, indem sie sie in ein Münzschließfach stecken. Meistens sterben diese Babys dann einen qualvollen Tod. Die 1972 geborenen Jungen Kiku und Hashi können durch glückliche Umstände vor einem solchen Tod gerettet werden und wachsen in einer Pflegefamilie auf. Allerdings zeigt sich früh, dass sie traumatisiert sind und sich nicht in einem normalen, bürgerlichen Leben zurechtfinden. Kiku wird Ende der 1980er Jahre erfolgreicher Stabhochspringer und Hashi beginnt eine Karriere als Sänger. Beide leben für einige Zeit in dem berüchtigten Tokioter „Giftghetto“, einem anarchisch organisierten Nicht-Ort, der von organisierter Kriminalität und Prostitution geprägt ist.
Im „Giftghetto“ lernt Kiku auch seine Freundin Anemone kennen, die dorthin vor ihrer reichen Familie geflohen ist. Sie bringt das Krokodil Gulliver mit, das ihr als Kind als Haustier geschenkt wurde und an dem sie besonders hängt. Bald erfährt er von dem rätselhaften Gift „Datura“, von dem er zunächst glaubte, dass nur das Aussprechen des Wortes ausreichte, um jemanden zu töten. Er erfährt, dass es auf einer verlassenen japanischen Insel zu finden sei, die bis 1985 militärische Sperrzone war.
Indessen beginnt Hashi eine Karriere als Sänger und lernt Niva kennen, die ihn von seiner Befürchtung befreit, homosexuell zu sein. Trotz seines Erfolgs wird in Hashi der Drang stärker, seine leibliche Mutter zu sehen. Er erfährt bald, dass sie eine Beziehung mit einem Tierarzt hatte und von ihm ungewollt schwanger wurde.
Als Kiku seine Mutter erschießt, wird er wegen Totschlags verhaftet. In seiner Haft macht er aber von Resozialisierungsmaßnahmen Gebrauch, die unter anderem auch eine Fahrt auf einem Schulschiff einschließen, wobei die Mannschaft auch Kurs nimmt auf die besagte Insel mit dem „Datura“. Währenddessen hat Anemone einen Autounfall, bei dem Gulliver getötet wird.
Hashis Karriere nimmt ein jähes Ende, als er eine Band gründet und einen Imagewechsel als Sänger versucht. Obwohl er bisher von der Kritik immer gelobt wurde, bekommt er nun vernichtende Kritiken und kommt zum Schluss in eine Psychiatrie. Anemone und Kiku kaufen am Ende der Erzählung ein Motorrad und verteilen mit ihm auf einer Fahrt durch Tokio das Gift „Datura“ in der ganzen Stadt.

## Kritik
„Japans Gesellschaft stellt bei Murakami eine Art Zwangskollektiv dar, ein totalitäres System mit dem Machtzentrum Tôkyô, das Identität und Selbstwertgefühl des einzelnen untergräbt sowie die niedrigsten Instinkte hervorbringt. Demontiert wird der japanische Mythos von der umsorgenden Mutter, aber auch die patriarchalische Ordnung, in der die Unterwerfung des Individuums und sein Funktionieren gefordert werden. Dem Aufbegehren folgt hier die Resignation, die persönliche Entwicklung fällt der Gleichmachung zum Opfer. Da hilft nur die totale Vernichtung: Murakami lässt seine Protagonisten ihrer No-Future-Mission treu bleiben.“